# Hervé

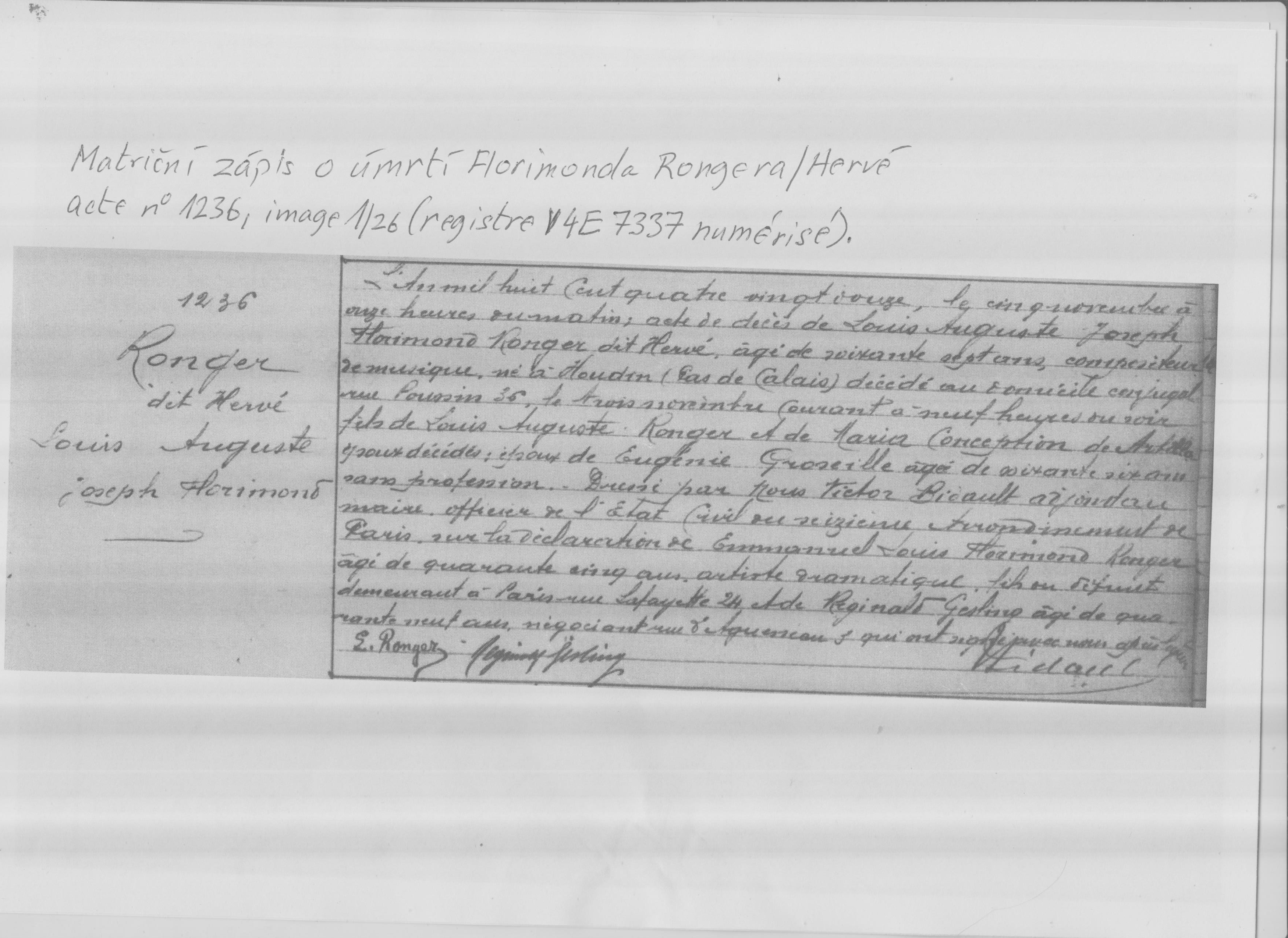
Matriční záznam o úmrtí Florimonda Hervé, v jehož českém překladu je uvedeno: Roku 1892 (napsáno slovy), 5. listopadu v 11 hodin dopoledne; úmrtní list Louise Augusta Josepha Florimonda Rongera, řečeného Hervé, věk 67 let, hudební skladatel, narozen v Houdin (Pas de Calais), zemřel… 3. listopadu v 9 hodin večer

Hervé (30. června 1825 Houdain, Království francouzské – 3. listopadu 1892 Paříž, Francie), vlastním jménem Florimond Ronger, byl herec, spisovatel a operetní skladatel španělsko-francouzského původu. Napsal přes sto různých děl, z toho téměř polovinu tvořily operety, nebo komické opery (opera buffa).

## Život
Narodil se v rodině četníka, matka byla Španělka. Otce ztratil ve dvanácti letech. Díky svému hlasu se umístil ve sboru pařížského kostela sv. Rocha. Později nastoupil na pařížskou konzervatoř. V šestnácti letech byl varhaníkem v nemocnici Bicêtre v Paříži, což byl ústav pro duševně nemocné, kde byla zaměstnána i jeho matka. Komponoval hudební představení, v nichž někdy pacienti i hráli, čímž se je snažil zaměstnat a odvést pozornost od jejich skutečné situace.
Od roku 1845 působil jako varhaník v kostele svatého Eustacha. O tři roky později (1848) ho přítel, herec Desiré, požádal, aby napsal hudbu k jeho benefičnímu vystoupení. Uvedli ji jako grotesku o jednom dějství (Don Quichette et Sancho Pancho) v pařížské Opeře. Hudební talent mu vynesl v roce 1851 místo dirigenta v Théâtre du Palais-Royal.
V roce 1854 získal licenci na vlastní divadlo „Les Folies Nouvelles“, kde kromě pantomimy mohl uvádět i hudební grotesky s maximálně dvěma herci. Jelikož tento limit ho značně omezoval, obcházel ho loutkami, zasahoval do děje jako dirigent a nezastavil se ani před bláznivějšími nápady. Kvůli jeho povaze a životní dráze mu lidé dali přezdívku "Le compositeur toque" (Šílený skladatel), což byl současně i název jednoho z představení, které bylo uvedeno v jeho divadle.
Jedním z představení v Les Folies Nouvelles bylo i Offenbachovo dílo Ojajaje aneb Královna ostrovů. Brzy však Offenbach otevřel své vlastní divadlo Théâtre des Bouffes-Parisiens a stal se Hervého konkurentem. Hervé byl společně s Offenbachem u zrodu nového operetního žánru, avšak hlavní úkol při jeho zrodu se připisuje Offenbachovi. Po otevření Offenbachova divadla své divadlo opustil a odešel z Paříže. Hodně cestoval po Francii i zahraničí. V Londýně získal místo kapelníka v Empire Theatre.
Po návratu do Paříže začal psát celovečerní operety a získával si jimi přízeň publika. Svou nejslavnější operetu, Mamzelle Nitouche, napsal Hervé v roce 1883. Její hlavní postava varhaníka Célestina–Floridora nese jisté autobiografické prvky z autorova mládí.

## Výběr z děl
- Don Quichette et Sancho Pancho – groteska o jednom dějství
- Les Chevaliers de la Table Ronde – opera buffa (1866)
- Le Petit Faust – opera buffa (1869)
- Lili – opereta (1882)
- Mamzelle Nitouche – opereta (1883)
- Cosaque – opereta (1884)

## Galerie

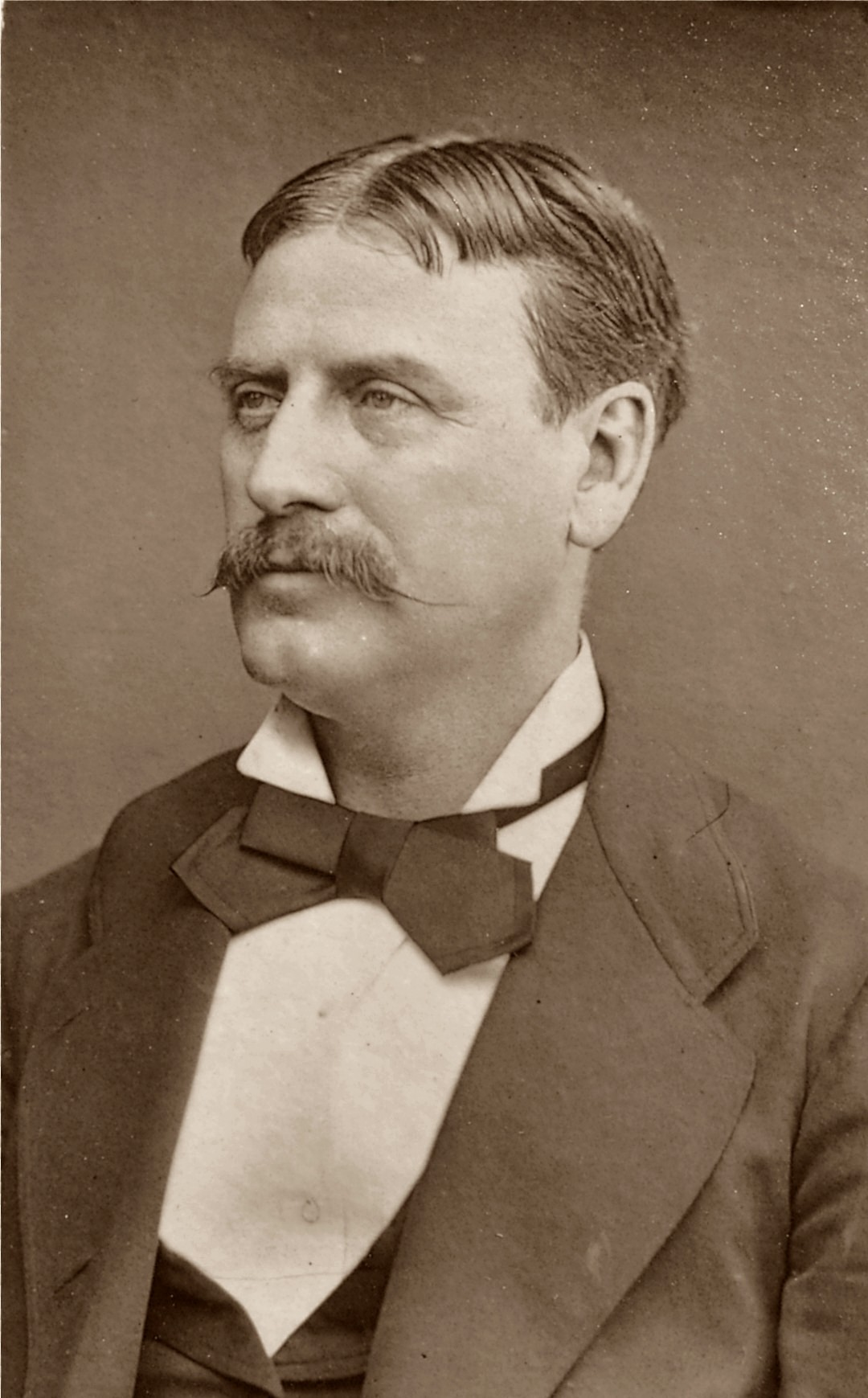
Hervé